# 蘇丹伊波拉病毒
蘇丹伊波拉病毒（Sudan ebolavirus）舊稱EBOV-S，是絲狀病毒科伊波拉病毒屬的一種病毒，僅包含蘇丹病毒（Sudan virus，SUDV）一個病毒株。此病毒於1977年被發現，得名自其發現地點蘇丹（今屬南蘇丹），為造成1976年6月至11月蘇丹南部伊波拉出血熱疫情的病毒，該次疫情共有284人感染，其中151人死亡，指示病例為恩扎拉一棉花工廠的工人。
蘇丹伊波拉病毒感染造成的症狀與其他伊波拉病毒相似，但傳播能力稍低於薩伊伊波拉病毒，感染發生於南蘇丹與烏干達，其基因組中有三組重疊基因（VP35/VP40、GP/VP30、VP24/L）。

## 造成疫情
蘇丹伊波拉病毒在歷史上造成了如下疫情：
| 年份           | 地點                                           | 病例數/死亡數（死亡率） |
| 1976年         | 蘇丹朱巴、馬里迪、恩扎拉與坦布拉（今屬南蘇丹） | 284/151（53%）          |
| 1979年         | 蘇丹恩扎拉（今屬南蘇丹）                       | 34/22（65%）            |
| 2000年－2001年 | 烏干達古盧區與馬辛迪區                         | 425/224（53%）          |
| 2004年         | 蘇丹延比奧（今屬南蘇丹）                       | 17/7（41%）             |
| 2011年         | 烏干達盧維羅區                                 | 1/1（100%）             |
| 2012年7月－8月 | 烏干達基巴萊區                                 | 4/11（36.3%）           |
| 2012年11月     | 烏干達盧維羅區、金賈區、納卡松戈拉區           | 3/6（50%）              |
| 2022年         | 烏干達中部區與西部區                           | 109/30（截至10月26日）  |

2010年起美國疾病管制局（CDC）與烏干達衛生部和烏干達病毒研究所合作監測當地病毒，隨後發現2012年7月至8月基巴萊區的樣本中有11人經實驗室分析發現感染蘇丹伊波拉病毒，其中4人死亡；同年12月鄰近區域的樣本中又有6人檢驗陽性，其中3人死亡。

## 疫苗
蘇丹伊波拉病毒感染尚無疫苗可以預防，但截至2022年已有若干疫苗正進行人體實驗。

## 外部連結
- ICTV Files and Discussions - Discussion forum and file distribution for the International Committee on Taxonomy of Viruses （页面存档备份，存于）